# 涙の乗車券
「涙の乗車券」（なみだのじょうしゃけん、原題 : Ticket to Ride）は、ビートルズの楽曲である。1965年4月9日にシングル盤として発売され、全英シングルチャートをはじめとしたシングルチャートで第1位を獲得した。1965年2月にEMIレコーディング・スタジオでレコーディングされた本作は、同年に発売された5作目のイギリス盤公式オリジナル・アルバム『ヘルプ!』にも収録された。従来の作品よりもハードな印象を持つ演奏が特徴となっており、音楽評論家のイアン・マクドナルドは「ビートルズがこれまでに録音した楽曲よりも心理的に深く、当時としては並外れている」と評している。
「涙の乗車券」は、ビートルズ主演としては2作目となる映画『ヘルプ!4人はアイドル』で使用された。また、ライブで度々演奏されており、『ザ・ビートルズ・スーパー・ライヴ!』や『ザ・ビートルズ・アンソロジー2』にはライブ音源が収録された。1969年にカーペンターズによるカバー・バージョンが発売され、Billboard Hot 100で最高位54位を獲得した。

## 曲の構成
レノン＝マッカートニー名義となっているが、実質的にはジョン・レノンによって書かれた楽曲。1980年の『プレイボーイ』誌のインタビューで、レノンはポール・マッカートニーの本作への貢献について「リンゴが叩いたドラムのパターンのアイデア」のみとしているが、1997年に出版された伝記の中でマッカートニーは「僕らは座って一緒に『涙の乗車券』を書いた。曲の6割ほどを書いたかな。曲を書き上げるのに3時間かかった」と語っている。
曲のキーはAメジャーに設定されていて、32小節形式を拡張させた構成になっていて、8小節ずつのヴァースとコーラスでAセクション、9小節のプライマリーブリッジでBセクションを形成している。ヴァースではA弦を切れ間なく弾いていて、インドの伝統音楽などで見られるドローンが取り入れられていることから、イアン・マクドナルドは「ラーガのようだ」と評している。
本作は、コーダにおけるテンポの変化が特徴となっている。この部分では「My baby don't care（あの娘はぜんぜん気にしていない）」というフレーズのリフレインで構成され、一定のAメジャーコードとブリッジと同じ2拍子のリズムで演奏される。レノンは、このコーダ部分をお気に入りとしていて、「最も初期のヘヴィメタル・レコード」と語っている。コーダについて、マクドナルドはレノンとジョージ・ハリスンが初めてLSDを服用したことが影響していると推測し、作家のサイモン・フィロは「ポップ・ミュージックを装ったアヴァンギャルド」と評している。
歌詞は「語り手のもとから去って行く彼女」のことを歌ったものだが、曲のインスピレーションについては明かされていない。マッカートニーは「タイトルは「ワイト島に向かうイギリス国鉄の切符」と掛けたもの」と説明していて、レノンは「1960年代にハンブルクの娼婦から渡された無傷健康証明書に対する言及」と説明している。なお、「Ride」は「性交」を意味するイギリスの俗語であることから、ギャビー・ホワイトヒルとアンドリュー・トレンドールは彼氏のもとを離れて娼婦になる女性について歌ったものと解釈している。

## レコーディング
「涙の乗車券」のレコーディングは、1965年2月15日にEMIレコーディング・スタジオで開始された。アルバム『ビートルズ・フォー・セール』発売後、ビートルズは1月の中旬までイギリスツアーやクリスマスショーなどを開催していたため、これが同作発売後では初となるレコーディング・セッションとなった。練習を行なった後、リハーサル音源を流しながらリズムトラックを録音し、それをオーバー・ダビング用に使用した。ビートルズの楽曲で初めてギターのパートがオーバー・ダビングされた楽曲であることから、作家のウォルター・エヴェレットは「ビートルズにとっての革命のはじまりとなったレコーディング」と評している。
本作の主なギターリフは、ハリスンがリッケンバッカー・360/12で演奏したもので、リズムトラックの時点で含まれていた要素の1つだった。作家のマーク・ハーツガードは、マッカートニーのビートルズの音楽監督としての役割として、このギターリフとスターが演奏するドラムパターンのアイデアを挙げているが、ハリスンは本作のギターリフについて、レノンが作った曲をメンバーに聴かせるためにコードを弾いたときに思いついたもので、ふらついた印象を持ったこのリフがスターが演奏するドラムパターンに影響を与えたとしている。その後、レノンのリード・ボーカルとマッカートニーのハーモニー・ボーカル、レノンとハリスンのギター、マッカートニーがエピフォン・カジノで弾いたリードギターのパート（ブリッジとコーダ）がオーバー・ダビングされた。

## リリース
「涙の乗車券」は、1965年4月9日にイギリスでパーロフォンからシングル盤として発売され、B面には「イエス・イット・イズ」が収録された。アメリカでは10日後にキャピトル・レコードから発売された。シングル盤のプロモーションとして、『トップ・オブ・ザ・ポップス』や『サンク・ユア・ラッキー・スターズ』などのテレビ番組で演奏され、このうち『トップ・オブ・ザ・ポップス』での演奏の一部が、5月22日にBBC Oneで放送された『ドクター・フー』のエピソード「The Executioners」で使用された。このほか、BBCラジオでも演奏されており、5月26日に『The Beatles (Invite You to Take a Ticket to Ride)』と題された番組で放送された。
シングル盤は、イギリスの全英シングルチャートで3週連続で第1位を獲得し、『メロディ・メイカー』誌が発表した全国版のチャートで第1位を獲得し、3週にわたってチャートインした。アメリカでもBillboard Hot 100で第1位を獲得。なお、アメリカにおけるシングル盤のプレスリリースでは「ユナイテッド・アーティスツ配給映画『エイト・アームズ・トゥ・ホールド・ユー』の挿入歌」とされていた。映画『ヘルプ!4人はアイドル』では、メンバーがスキーに興じるシーンで使用され、同作のサウンドトラック・アルバムにあたるオリジナル・アルバム『ヘルプ!』にも収録された。
「涙の乗車券」は、全英シングルチャートでビートルズが第1位を獲得した7作目のシングルで、演奏時間が3分を超えるビートルズのシングルとしては初の例となった。ちなみにアメリカでは、この曲の前にフレディ&ザ・ドリーマーズ、ウェイン・フォンタナ&ザ・マインドベンダーズ、ハーマンズ・ハーミッツと同じイギリスのバンドが連続して1位を獲得しており、全米シングルチャートの首位をイギリスのバンドが4組連続で獲得するという記録を生み出した(偶然だが、ビートルズ以外の3組はいずれもマンチェスター出身のバンドである。)。
1985年4月に発売20周年を記念してイギリスでシングル盤が再発売され、全英シングルチャートで最高位70位を獲得した。
「涙の乗車券」は、シングルやオリジナル・アルバムに収録された後、『ビートルズ・イン・イタリー』、『オールディーズ』、『ザ・ビートルズ1962年〜1966年』、『ザ・ビートルズ/グレイテスト・ヒッツ』、『リヴァプールより愛を込めて ザ・ビートルズ・ボックス 』、『リール・ミュージック』、『20グレイテスト・ヒッツ』、『ザ・ビートルズ1』などのコンピレーション・アルバムにも収録された。

## 映画『ヘルプ!4人はアイドル』での使用、プロモーション・フィルム
「涙の乗車券」は、映画『ヘルプ!4人はアイドル』でメンバーがスキーに興じるシーンで使用された。このシーンは、1965年3月にオーストリア・アルプスのオーバータウエルンで撮影された。
1965年11月23日にトゥイッケナム・スタジオで、本作と「デイ・トリッパー」、「恋を抱きしめよう」を含む4曲のプロモーション・フィルムが撮影された。監督は映画『ヘルプ!4人はアイドル』も手がけたジョー・マクグラス。このビデオは、1995年に発表されたドキュメンタリー『ザ・ビートルズ・アンソロジー』で一部が使用された後、2015年に発売された『ザ・ビートルズ1』に付属のDVD/Blu-rayにフルサイズで収録された。

## 評価
『ニュー・ミュージカル・エクスプレス』誌のデレク・ジョンソンは、本作について「音の深さ」と「すさまじいドライブ感」を称賛している。音楽評論家のイアン・マクドナルドは「ビートルズがこれまでにレコーディングした楽曲よりも心理的に深く、エレクトリック・ギターのアルペジオ、重厚なリズム、ゴロゴロと音を立てるフロアタムなど当時としては並外れた楽曲」と評している。また、マクドナルドは、本作におけるドローンがキンクスの「シー・マイ・フレンド」に影響を与えたとし、「シー・マイ・フレンド」がビートルズにインドの楽器の使用のインスピレーションとなった可能性を示唆している。『ラフガイド』のクリス・インガムは、本作について「見事に陰気」「ビートルズがこれまで録音した中で最も激しい曲」と評している。また、デヴィッド・ガスマンは、後に発表された「ノルウェーの森」や「ウィズイン・ユー・ウィズアウト・ユー」等に見られるインドの伝統音楽の要素を取り入れた初の例とし、「リンゴ・スターが史上最高のロックンロール・ドラマーの1人であることを証明した楽曲」とし、ビートルズの史上最高のシングルの1つと評している。
本作は、『ローリング・ストーン』誌が2003年に発表した「オールタイム・グレイテスト・ソング500」では第384位、音楽評論家のデイブ・マーシュが1989年に発表した「The 1001 Greatest Singles Ever Made」では第29位にランクインした。また、2006年に『モジョ』誌が発表した「The 101 Greatest Beatles Songs」では第23位、2018年に『タイムアウト・ロンドン』誌が発表した「The 50 Best Beatles songs」では第11位、ローリング・ストーン誌が2020年に発表した「100 Greatest Beatles Songs」では第17位にランクインした。『ギターワールド』誌が選ぶ「The greatest 12-string guitar songs of all time」で、6位に選ばれている。

## ライブでの演奏
ビートルズは、1965年6月から7月にかけて行なわれたヨーロッパ・ツアーで「涙の乗車券」を演奏した。その後、同年のアメリカツアーや同年末のイギリスツアーでも演奏され、このうち8月29日のハリウッド・ボウル公演でのライブ音源が1977年に発売された『ザ・ビートルズ・スーパー・ライヴ!』に収録された。また、8月15日のシェイ・スタジアム公演でのライブ映像が、1966年に公開されたドキュメンタリー『THE BEATLES/シェアスタジアム』に収録されたが、音源は公開前にロンドンで録り直された音源に差し替えられている。
テレビ番組では、1965年8月1日にイギリスで放送された『ブラックプール・ナイト・アウト』や、同年9月にアメリカで放送された『エド・サリヴァン・ショー』で披露された。このうち、『ブラックプール・ナイト・アウト』での演奏が、1996年に発売された『ザ・ビートルズ・アンソロジー2』や、ドキュメンタリー『ザ・ビートルズ・アンソロジー』に収録された。

## クレジット（ビートルズ版）
※出典
- ジョン・レノン - ダブルトラックのボーカル、リズムギター
- ポール・マッカートニー - ハーモニー・ボーカル、ベースギター、リードギター
- ジョージ・ハリスン - 12弦ギター（リードギター）[27]、リズムギター
- リンゴ・スター - ドラム、タンバリン、ハンドクラップ（英語版）

## チャート成績（ビートルズ版）

### 週間チャート
| チャート (1965年)                     | 最高位 |
| ------------------------------------- | ------ |
| オーストリア (Ö3 Austria Top 40)      | 8      |
| ベルギー (Ultratop 50 Flanders)       | 12     |
| ベルギー (Ultratop 50 Wallonia)       | 16     |
| カナダ トップシングルス (RPM)         | 1      |
| ドイツ (GfK Entertainment charts)     | 2      |
| オランダ (Single Top 100)             | 1      |
| ノルウェー (VG-lista)                 | 1      |
| 南アフリカ (Springbok)                | 2      |
| スウェーデン (Kvällstoppen Chart)     | 1      |
| UK シングルス (OCC)                   | 1      |
| US Billboard Hot 100                  | 1      |
| US Cash Box Top 100 Singles           | 1      |
| 西ドイツ (Media Control Single Chart) | 2      |

| チャート (1985年)   | 最高位 |
| ------------------- | ------ |
| UK シングルス (OCC) | 1      |

### 月間チャート
| チャート (1965年)                           | 最高位 |
| ------------------------------------------- | ------ |
| 日本 (ミュージック・マンスリー洋楽チャート) | 2      |

### 年間チャート
| チャート (1985年)                    | 最高位 |
| ------------------------------------ | ------ |
| 南アフリカ (Top 40 Music Magazine)   | 3      |
| US Billboard Hot 100                 | 31     |
| US Cash Box                          | 36     |
| UK Singles (Official Charts Company) | 5      |

## 認定と売上
| 国/地域                          | 認定   | 認定/売上数 |
| -------------------------------- | ------ | ----------- |
| France                           |        | 100,000     |
| United Kingdom オリジナル盤      |        | 700,000     |
| イギリス (BPI) 2010年発売        | Silver | 200,000     |
| United States                    |        | 750,000     |
| 認定のみに基づく売上数と再生回数 |        |             |

## カバー・バージョン

### カーペンターズによるカバー
カーペンターズは、1969年夏に発売した1作目のアルバム『オファリング』に、「涙の乗車券」のカバー・バージョンを収録した。カバー・バージョンについて、リチャード・カーペンターは「1969年初頭のある日、オールディーとして再生されているのを偶然聴いたんだけど、聴いてみて良いバラードになると思った」と振り返っている。ただしビートルズ研究家のマーク・ルイソン（英語版）によれば、キャピトル本社にてビートルズによるスローテンポのデモテープを聴いた可能性が指摘されている。
アレンジはリチャードによるもので、恋人に捨てられた悲しみを歌ったものとして、フェードアウト部分は冒頭の「think I'm gonna be sad（寂しくなると思う）」というフレーズのリフレインで構成されている。また、リード・ボーカルが女性のカレン・カーペンターであるため、英語圏の通例に従って歌詞中の「girl」は「boy」に、「She's got a ticket to ride but she don't care」 は「He's got a ticket to ride and he don't care」に変更されている。
11月5日にイントロが省略されたうえでシングル盤としてリカットされ、1970年5月に『ビルボード』誌が発表したBillboard Hot 100で最高位54位を獲得し、同誌が発表したAdult Contemporaryチャートで最高位19位を獲得した。そのため、本作はカーペンターズのシングルで初めてチャートインした作品となり、これを受けて『オファリング』は『涙の乗車券』（Ticket To Ride）に改題されて再発売された。1973年に発売された『シングルス 1969〜1973』には、ボーカルとドラムを録り直した音源が収録された。

#### クレジット（カーペンターズ版）
- カレン・カーペンター - リード・ボーカル、バッキング・ボーカル、ドラムス
- リチャード・カーペンター - バッキング・ボーカル、ピアノ、エレクトリックピアノ、オーケストレーション
- ジョー・オズボーン - ベース
- デービッド・デューク - フレンチ・ホルン
- ハーブ・アルパート - シェイカー
- 演奏者不明 - ベルツリー、チューブラーベル

#### チャート成績（カーペンターズ版）
| チャート (1965年)                 | 最高位 |
| --------------------------------- | ------ |
| US Billboard Hot 100              | 54     |
| US Adult Contemporary (Billboard) | 9      |

### その他のアーティストによるカバー
- メアリー・ウェルズ（英語版） - 1965年に発売されたアルバム『くたばれ!ビートルズ（英語版）』に収録[94]。なお、ウェルズはビートルズのメンバーがお気に入りとしていたアーティストの1人で、ビートルズは1964年のイギリスツアーにウェルズを招待している[94]。
- ブライアン・ウィルソン - 本作のメロディとボーカルのイントネーションの一部を、1965年にザ・ビーチ・ボーイズが発表した「ガール・ドント・テル・ミー（英語版）」に流用した[95]。
- ジョージ・マーティン&ヒズ・オーケストラ - 1965年に発売されたアルバム『ヘルプ!（英語版）』に収録[96]。
- キャシー・バーベリアン - 1967年に発売されたアルバム『Beatles Arias』に収録。バロック音楽調にアレンジされていて、編曲はルチャーノ・ベリオが手がけた[97]。
- アルマ・コーガン - 1967年に発売されたアルバム『Alma』に収録[98]。
- ヴァニラ・ファッジ - 1967年に発売されたアルバム『キープ・ミー・ハンギング・オン』に収録。オールミュージックのポール・コリンズは「ふらついていて、テンポが遅い」と評している[99]。
- フィフス・ディメンション - 1967年に発売されたアルバム『The Magic Garden』に収録。オールミュージックのリッチー・アンタ―バーガー（英語版）は、フィフス・ディメンションによるカバー・バージョンについて「失敗に終わったカバー」と評している[100]。
- ビージーズ - 1970年に発売されたコンピレーション・アルバム『Inception/Nostalgia』に収録[101]。
- ニュー・シーカーズ（英語版） - 1972年に発売されたアルバム『We'd Like to Teach the World to Sing』に収録。ザ・シーカーズの「ジョージー・ガール」とのメドレーとしてカバー。
- キャンディーズ - 1974年に発売されたアルバム『危い土曜日〜キャンディーズの世界〜』に収録。女性アイドルグループであることから、歌詞がカーペンターズのカバー・バージョンと同様に変更された。
- オフ・コース - 1974年10月26日に中野サンプラザで行われたリサイタル“秋ゆく街で”にてメドレーの一曲として演奏。後にライブ・アルバム『秋ゆく街で ⁄ オフ・コース・ライヴ・イン・コンサート』として同年12月20日に発売[102][103]。
- ハスカー・ドゥ - 『ニュー・ミュージカル・エクスプレス』誌（1986年2月1日号）に付属のEP『NME's Big Four』に収録。
- THE ALFEE - 1998年に発売されたミニ・アルバム『Pride』に収録[104]。
- 高木ブー - 2000年に発売されたアルバム『LET IT BOO』収録[105]。
- ビータリカ - 2001年に発売されたEP『A Garage Dayz Nite』に本作と「エブリボディーズ・ゴット・サムシング・トゥ・ハイド・エクセプト・ミー・アンド・マイ・モンキー」、メタリカの「ライド・ザ・ライトニング」をマッシュアップさせた「Everybody's Got A Ticket To Ride Except For Me And My Lightning」を収録[42]。
- THE GOGGLES - 2013年に発売されたアルバム『MAGICAL MYSTERY TUNES Vol.1』に本作のパロディソング「Ticket To Tokyo（成田の乗車券）」を収録[106]。